# آتشفشان تاخومولکو
آتشفشان تاخومولکو یا ولکان تاخومولکو (به اسپانیایی: Volcán Tajumulco) آتشفشانی چینه‌ای به ارتفاع ۴۲۲۰ متر واقع در گواتمالا در آمریکای مرکزی است. این آتشفشان بلندترین قلهٔ گواتمالا و در عین حال بلندترین آتشفشان در کل آمریکای مرکزی است.

## مشخصات

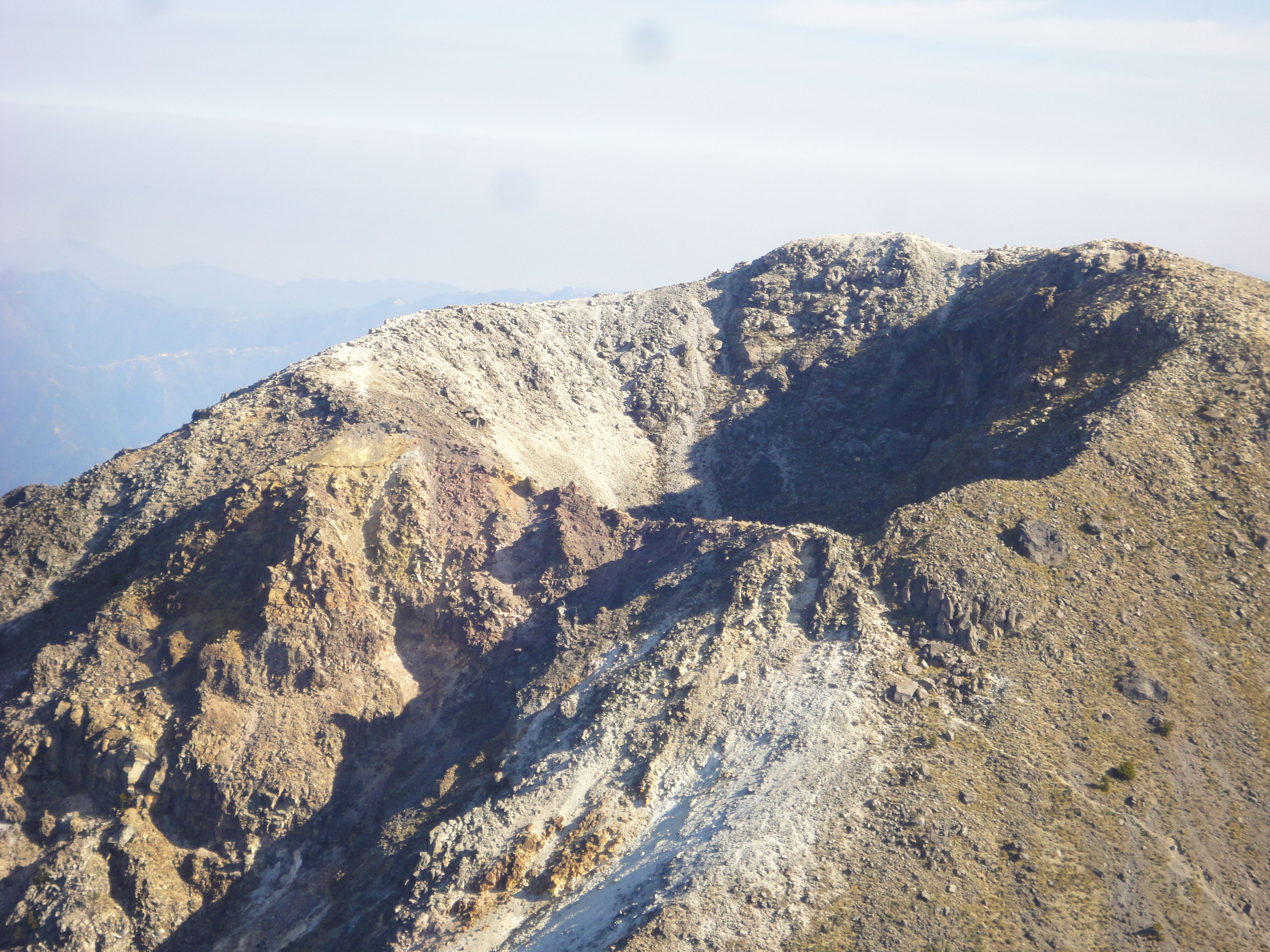
آتشفشان تاخومولکو

تاخومولکو آتشفشانی آندزیتی-بازالتی است که در جنوب غربی گواتمالا، در ۱۴ کیلومتری شمال غربی شهر سن مارکوس و در رشته‌کوه سیرا مادره د چیاپاس قرار دارد. این آتشفشان دارای دو قله است که قلهٔ شمال غربی آن بلندترین این قله‌ها است. همچنین دهانه‌ای آتشفشانی به قطر ۵۰ تا ۷۰ متر در این قله به وجود آمده است. در عین حال چنین گمان می‌رود که تاخومولکو بر روی آتشفشانی قدیمی شکل گرفته باشد.

## تاریخچه فعالیت‌های آتشفشانی
گزارش‌های تأییدنشده‌ای از فوران‌های تاریخی آتشفشان تاخومولکو وجود دارد. ساپر در سال ۱۹۱۷ بر این عقیده بود که این آتشفشان در دوره‌های تاریخی زمین‌شناسی فوران کرده است اما تاریخ دقیقی برای آن ذکر ننمود. همچنین در گزارشی از فوران تاخومولکو در ۲۴ اکتبر ۱۷۶۵ و پرتاب سنگ به بیرون از آن و تخریب خانه‌ها بر اثر آن سخن گفته‌شده است اما این امکان نیز وجود دارد که تخریب خانه‌ها نه بر اثر فوران تاخومولکو بلکه بر اثر بروز بهمن واریزه روی داده باشد. همچنین گزارش‌هایی از فوران این آتشفشان در ۱۸۲۱ یا ۱۸۲۲، ۱۸۶۳ و ۱۸۹۳ وجود دارد که نامحتمل به نظر می‌رسند. بنابراین آخرین فوران تاخومولکو نامعلوم در نظر گرفته شده است.